# Climbing!
Climbing!, auch bekannt als Mountain Climbing!, ist das Debütalbum der US-amerikanischen Rockband Mountain und erschien im Frühjahr 1970 bei Windfall Records.

## Hintergrund
Nach der Veröffentlichung des Solo-Debütalbums Mountain von Leslie West 1969, welches von Felix Pappalardi produziert worden war, entschlossen sich beide, als Gruppe namens Mountain weiterzumachen. Steve Knight kam als Keyboarder zur Formation und Corky Laing ersetzte Norman Smart nach dem Auftritt der Band beim Woodstock-Festival. Die Aufnahmen zu Climbing! fanden dann im Herbst 1969 bis ins Frühjahr 1970 in den Record Plant Studios in New York City statt. Veröffentlicht wurde das Album am 7. März 1970.

## Titelliste
1. Mississippi Queen (Corky Laing, Felix Pappalardi, Leslie West, David Rea) – 2:31
2. Theme For An Imaginary Western (Pete Brown, Jack Bruce) – 5:06
3. Never In My Life (Corky Laing, Felix Pappalardi, Leslie West, Gail Collins) – 3:51
4. Silver Paper (Gail Collins, George Gardos, Steve Knight, Corky Laing, Felix Pappalardi, Leslie West) – 3:19
5. For Yasgur’s Farm (Gail Collins, George Gardos, Corky Laing, Felix Pappalardi, David Rea, Gary Ship) – 3:23
6. To My Friend (Leslie West) – 3:38
7. The Laird (Gail Collins, Felix Pappalardi) – 4:39
8. Sittin' On A Rainbow (Gail Collins, Corky Laing, Leslie West) – 4:39
9. Boys In The Band (Gail Collins, Felix Pappalardi) – 3:33

## Besetzung
- Leslie West – Gesang, Gitarre
- Felix Pappalardi – Bass, Klavier, Gesang
- Corky Laing – Schlagzeug
- Steve Knight – Orgel, Mellotron, Handglocke

## Rezeption
- Der Musikjournalist Robert Christgau schrieb, dass Pappalardi Gesang und Bassläufe von Jack Bruce nachahmen würde und hob nur Mississippi Queen positiv hervor. In der Bewertung vergab er ein C+.[5]
- Auf Allmusic schrieb Matthew Greenwald, dass Mountain oft als Junioren-Verein von Cream beschrieben wurde und der Einfluss auf Climbing! auch deutlich zu hören sei. Jedoch wären neben Mississippi Queen noch einige großartige Lieder vertreten. In der Bewertung vergab er viereinhalb von fünf Punkten.[6]
- Auf sputnikmusic.com beschrieb John Marinakis Climbing! als vielfältig und bunt. Mountain hätten es später nie wieder geschafft die Magie des Debüts zu wiederholen. Das Album erhielt viereinhalb von fünf Punkten.[7]

## Kommerzieller Erfolg

### Chartplatzierungen
Das Album erreichte Platz 17 der Billboard 200 und die Single Mississippi Queen Platz 21 der Billboard Hot 100.

### Auszeichnungen für Musikverkäufe
Climbing! wurde im August 1970 mit Gold ausgezeichnet.
| Land/Region               | Auszeichnungen für Musikverkäufe (Land/Region, Auszeichnung, Verkäufe) | Verkäufe |
| ------------------------- | ---------------------------------------------------------------------- | -------- |
| Vereinigte Staaten (RIAA) | Gold                                                                   | 500.000  |
| Insgesamt                 | 1× Gold ·                                                              | 500.000  |